# Pogrom van Caïro
De pogrom van Caïro vond plaats op 2 november 1945 in Caïro in Egypte. Hierbij raakten 400 mensen gewond en verloor een politieman het leven.
De naoorlogse jaren verliepen onrustig in Egypte. Als gevolg van de Joodse immigratie naar het Midden-Oosten nam het anti-Joodse sentiment toe, ondanks de Holocaust. Na hevige rellen werden een synagoge, een Joods ziekenhuis en huizen van Joodse bewoners verwoest. 400 mensen raakten gewond en een politieman verloor het leven. Tegelijkertijd vond in het Libische Tripoli ook een pogrom plaats waarbij 140 Joden om het leven kwamen. De pogrom had tot gevolg dat veel Joden Egypte verlieten, veelal naar Israël. In 1948 kwam het overigens opnieuw tot gewelduitbarstingen waarbij 70 Joden omkwamen.